# 가족 같은 개, 개 같은 가족
"가족 같은 개, 개 같은 가족"(A Puppy, Our Family)은 한국에서 제작된 박수용, 박재영감독의 2007년 드라마, 공포, 코미디, 가족 영화이다. 가족으로부터 버림받은 개가 복수극을 시작하는 것이 이 영화의 줄거리이다. 안현빈, 정유미 등이 주연으로 출연하였다.

## 출연

### 주연
- 안현빈
- 정유미
- 정재진
- 권태원
- 류복녀
- 이가은

## 기타
- 제작실장: 이경환
- 제작부: 장정혜, 안수현
- 조명: 정영민
- 그립: 박찬희
- 연출부: 김정필, 정동락
- 스크립터: 박경아
- 조감독: 인형민
- 붐어시스턴트: 정현수
- 믹싱: 김순미, 정재환
- 미술: 오흥석
- 미술팀: 장남숙, 신두현
- 특수효과: 홍장표
- CG: 서상화
- 분장: 장용수
- 의상: 김다정
- 애니메이션: 최현식
- PD: 안철호
- 무술감독: 오세영
- 카메라: 이윤혁
- 현장사진: 한진영